# Masaki Yamamoto (wielrenner)
Masaki Yamamoto (Uda, 8 januari 1996) is een Japans wielrenner die sterk is in het tijdrijden. In 2015 en 2016 reed hij voor het Kinan Cycling Team; in 2018 werd hij Aziatisch kampioen tijdrijden. Hij is de jongere broer van Genki die eveneens professioneel wielrenner is.

## Belangrijkste overwinningen
2014
 Japans kampioen tijdrijden, Junioren
2018
 Aziatisch kampioen ploegentijdrit, Elite
 Aziatisch kampioen op de weg, Beloften
 Japans kampioen tijdrijden, Beloften
2023
1e etappe Ronde van Kumano
Bergklassement Ronde van Kuman
Ronde van Okinawa

## Ploegen
- 2018 –  Kinan Cycling Team
- 2019 –  Kinan Cycling Team
- 2020 –  Kinan Cycling Team
- 2021 –  Kinan Cycling Team
- 2022 –  Kinan Cycling Team
- 2023 –  JCL Team UKYO
- 2024 –  JCL Team UKYO
- 2025 –  Team UKYO[a]